# Islám v Africe

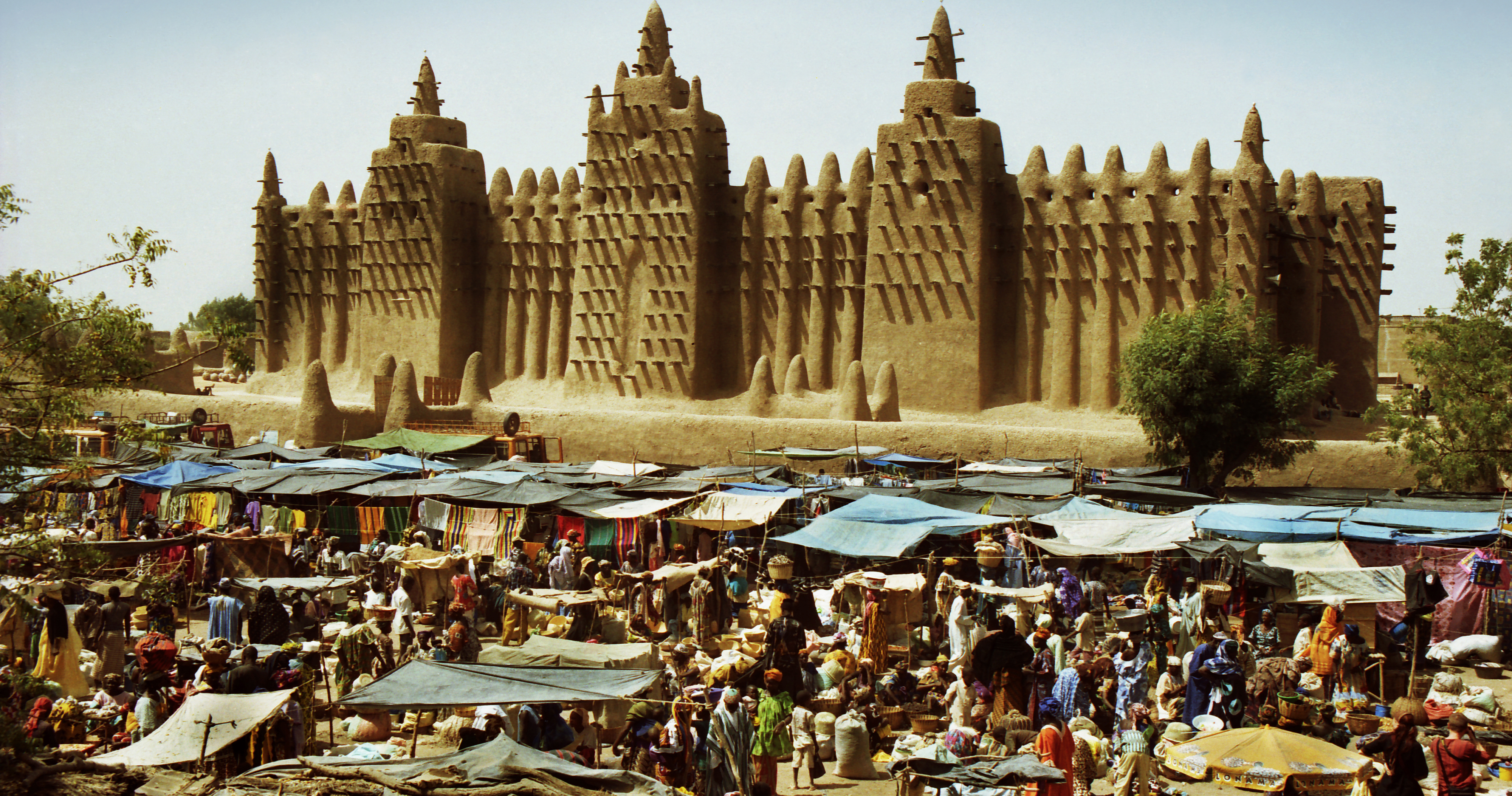
Velká mešita v Djenné, Mali

Islám v Africe, vzhledem k jeho africkým specifikům označovaný také africký islám, je podle statistik druhým nejrozšířenějším náboženstvím v současné Africe: hlásí se k němu přibližně 42 % celé populace kontinentu, přičemž v saharské a sahelské oblasti je to v mnoha zemích až 99 % obyvatel, v subsaharské Africe přibližně třetina populace.
Islám se zrodil v jihozápadní Asii, ve starobylé Mekce, kde se stovky let před příchodem proroka Muhammada nacházela regionální svatyně; Afrika se stala prvním kontinentem, kde se islám začal rychle a intenzivně šířit. Dnes je islám druhým nejrozšířenějším náboženstvím světa a v Africe žije třetina jeho vyznavačů. Většina z afrických muslimů jsou sunnité, mnozí jsou tzv. nekonfesní muslimové, např. v Mali je nekonfesních muslimů více než polovina, a menšina je rovněž šíitská. Geograficky se přibližně polovina celého tzv. islámského zeměpásu nachází v severní Africe – od Mauretánie na západě až po Súdán na východě. Afrika je také domovem význačných islámských univerzit a historických knihoven, jimž vévodí káhirská univerzita al-Azhar, islámské vysoké učení založené v roce 988.

## Historie
Islám pronikl do Afriky bezprostředně po svém vzniku. Stalo se tak již v osmém roce před novým islámském letopočtem (8 BH), tedy v roce 614 našeho letopočtu. Muslimská tradice tento přesun nazývá první hidžrou. V přímořském městě Zeila (v dnešním Adenském zálivu na pobřeží Somálska) tehdejší muslimové postavili (snad již) v roce 615 malou mešitu, která měla později dvě qibly – tedy dva směry modlitby –, neboť byla postavena ještě v době, kdy qibla směřovala k Jeruzalému, což bylo po několika letech změněno na směr k Mekce. Totéž se stalo v přístavním městě Massawa (v dnešní Eritreji), kde měli první muslimové postavit nejstarší mešitu v Africe a patrně nejstarší mešitu světa; stalo se tak snad již v roce 614 našeho letopočtu. S působením v Africe, konkrétně v Egyptě, jsou rovněž spjati velcí proroci islámu Ibrahím (Abrahám), Júsuf (Josef), Hárún (Áron), Músá (Mojžíš), Júša (Jozue) a Ísá (Ježíš), o nichž je řeč v Koránu. Korán také hovoří o africké královně ze Sáby, v muslimské tradici později nazývané Bilqís.
Postup islámu v severní Africe byl neobvykle rychlý: již v roce 641 za vlády chalífy Umara ibn al-Chattába muslimská vojska ovládla Egypt a hned následující rok také území dnešní Libye; o šest let později muslimové ovládli území dnešního Tuniska. Další tři desetiletí stačily na to, aby islám ovládl celou severní Afriku až k pobřeží Atlantského oceánu a pomalu začal pronikat Saharou na jih. Tzv. džihád (slovem, mečem i rukou) byl mimořádně úspěšný a rychlý. V 9. a 10. století se islám začal výrazně šířit také v západní Africe, kde převládla málikovská právní škola (tzv. málikovský madhab), dominantní rovněž v severní Africe, kde islám také ovlivňuje súfijská mystika. Hanífovský madhab je v Africe více rozšířen pouze v Egyptě, kde se také ve 12. století rozšířil zvyk slavit narozeniny (mawlid) proroka Muhammada, později rozšířený po celé severní Africe. Šíitský džafarovský madhab je v Africe minoritní.

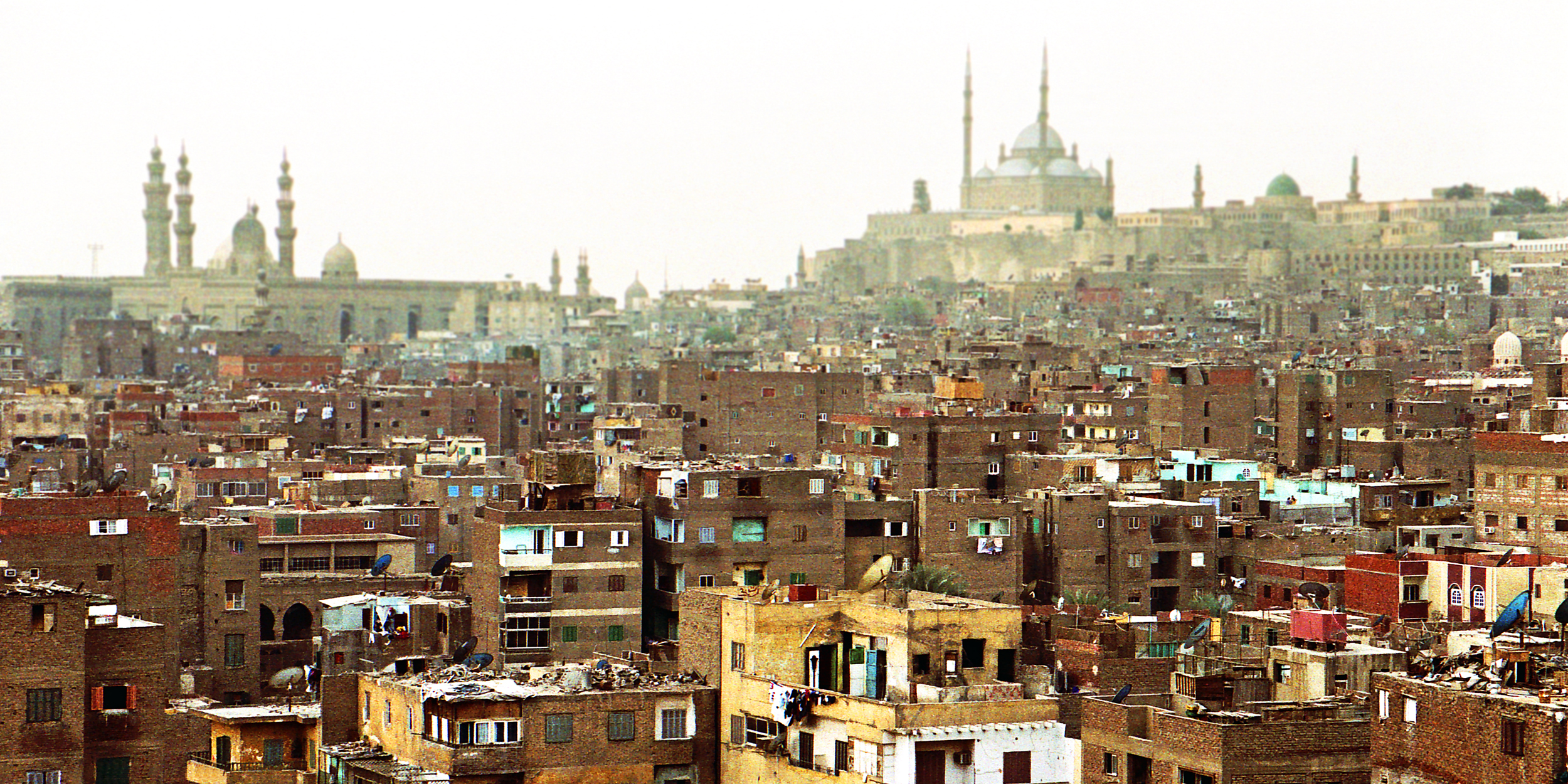
Pohled na nejvýznamnější káhirské mešity

V 9. století začaly na území tzv. afrického rohu vznikat první sultanáty, které v následujících staletích ovládly svahilské pobřeží až po Mosambik a na určitou dobu i Madagaskar. Islám se ovšem na východním pobřeží Afriky výrazněji zabydlel již kolem roku 780. Ve východní Africe dominuje šáfiovská právní škola (tzv. šáfiovský madhab). Ovládnutí saharské Afriky islámem fakticky ukončilo první fázi christianizace Afriky.

## Statistika
Vyznavači islámu tvoří přibližně 42 % celé africké populace. Geograficky islám kraluje severní tzv. saharské Africe a sahelskému pásu. Významně je rozšířen také na svahilském pobřeží a v západní Africe. V jižní Africe je islám výrazně menšinovým náboženstvím – v celém jihoafrickém regionu je muslimů přibližně 1 až 2 % obyvatel. Toto číslo ostře kontrastuje se statistikou v severní Africe, kde se k islámu v zemích jako je Alžírsko, Libye nebo Maroko hlásí až 99 % obyvatel. Většina muslimů v Africe jsou sunnité, ovšem mnoho muslimů v Africe je rovněž tzv. nekonfesních. Třináct afrických zemí hlásí počet nekonfesních muslimů nad dvaceti procenty: v Mali je to 55 % muslimů, v Nigérii 42 %, v Kamerunu 40 %, v Tunisku 40 %, v Guineji-Bissau 36 %, v Ugandě 33 %, v Maroku 30 %, v Senegalu 27 %, v Čadu 23 %, v Etiopii 23 %, v Libérii 22 % v Nigeru 20 % a v Tanzanii 20 % z celkového počtu muslimů. V Africe žije velmi přibližně půl miliardy muslimů. Šíitská menšina africké ummy je podle afrikanisty a religionisty Ondřeje Havelky relativně nepočetná.
Nemalý počet muslimů se v Africe podle Havelky kloní k súfijské tradici. Jeden ze známých súfijských směrů západní Afriky je Tijani s velkým počtem vyznavačů v Mauretánii, Mali, Nigeru, Senegalu a Gambii. Mnozí súfijci pocházejí ze synkretických kruhů, kde je islám propojován s tradičními africkými náboženstvími. Typickou postavou synkretického islámu je africký marabut. Tyto synkretismy jsou v Africe na druhé straně ostře kritizovány africkými salafisty, kteří hovoří o přílišné afrikanizaci islámu. V Africe působí také tzv. koránisté. Tentýž badatel pak dokládá existenci tzv. nekonfesních muslimů.

## Specifika afrického islámu

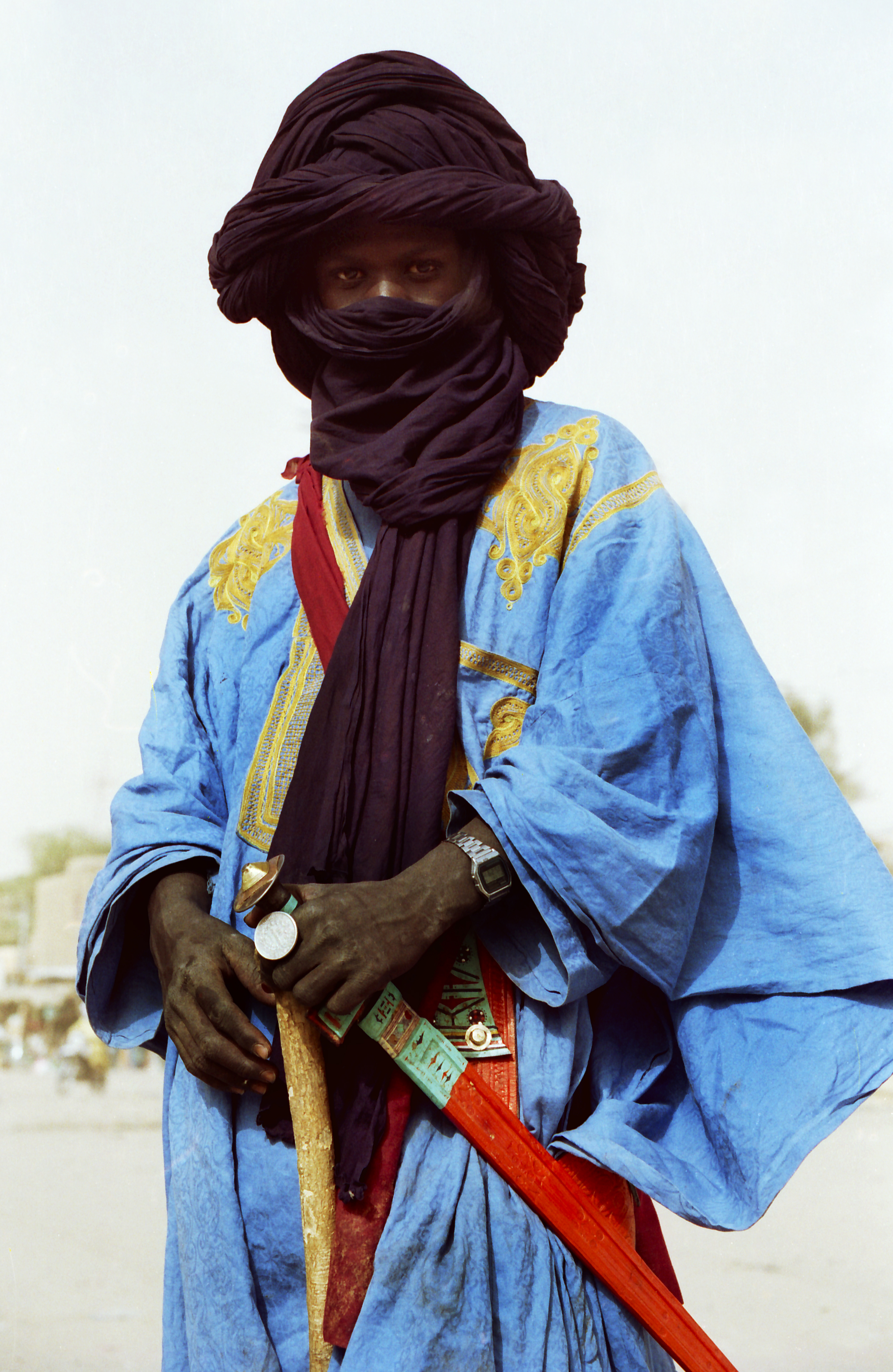
Tuareg v Timbuktu, Mali

V subsaharské Africe jsou běžným jevem synkretismy původních náboženství a importovaných monoteismů. Hovoří se o skutečnosti, že mnozí Afričané sice přijali islám, ovšem neopustili původní víru, a vznikly tak náboženské synkretismy i unikátní kulturní tradice v rozličných podobách. Islám v jednotlivých regionech zaznamenává jisté proměny podle kulturně-náboženského kontextu, do kterého vstoupil. Islám se do afrických kultur nejen inkulturuje, ale je jimi v daných oblastech rovněž zpětně ovlivňován. Vzniká tak unikátní kultura a specifická tvář lokálně ovlivněného afrického islámu. Ke konkrétním podobám patří například užívání ochranných amuletů či využívání lidového léčitelství. Zajímavým příkladem je rovněž užití napsaných veršů z Koránu k léčebným účelům.
Pět pilířů islámu je dodržováno velmi rozdílně: První, víra v jediného Boha, naráží na synkretickou praxi, jako je vodun a další. Druhý pilíř – salát (modlitba) – je podle mého terénního výzkumu téměř všude dodržován. Zakát (almužna) je dodržován pouze v oblastech, kde muslimové netrpí existenciálním nedostatkem. Půst sawm nebývá dodržován vzhledem k obecnému nedostatku jídla. Pouť hadždž je podle pozorování afrikanistů (v poslední době třeba odkazovaného Ondřeje Havelky) záležitostí výhradně bohatších vrstev nebo jsou obvyklejší v bohatších afrických zemích, které jsou navíc Mekce geograficky blíže.
Některé synkretismy islámu a původních náboženství jsou z hlediska islámské věrouky relativně nekonfliktní, jako je tomu např. v Senegalu u synkretismu islámu a tradičního náboženství serer. Sererský Bůh stvořitel nazývaný Roog je mezi Serery v Senegalu identifikován s jediným Bohem islámu. Dnes je většina Senegalců muslimského vyznání a náboženství serer tvoří jen nevýznamnou příměs mezi věřícími z etnika Sererů.
Složitější situace je v případě synkretismu islámu a vodunu v Mali nebo islámu a bori v Nigeru. Zde už islámská věrouka zaznamenává zásadní vychýlení: tato tradiční africká náboženství, ke kterým tamější obyvatelé přijali islám jsou totiž polyteistická a to je v příkrém rozporu s islámským striktním učením o jedinosti Boží (tawhíd). Z pozice islámské teologie jde o tzv. širk, nepřípustnou modloslužbu a přidružování dalších bohů či božstev k jedinému Bohu.
Mezi Joruby v Nigérii se islám významně rozšířil ve 14. století zejména díky obchodu s rozvinutými říšemi v oblasti dnešního Mali – s určitým duchovním centrem v Timbuktu –, které s Joruby spojovala řeka Niger. Mezi Joruby vzniklo také hnutí chrislam, které v zemi existuje od sedmdesátých let 20. století. Jedná se o náboženské hnutí mimo jiné synkretizující islám a křesťanství.